# Kazimierzowo (województwo warmińsko-mazurskie)
Kazimierzowo – wieś w Polsce, położona w województwie warmińsko-mazurskim, w powiecie elbląskim, w gminie Elbląg. Leży na obszarze Żuław Elbląskich, przy drodze krajowej nr 7.

## Podział administracyjny
Wieś komornictwa zewnętrznego Elbląga w XVII i XVIII wieku.
W latach 1954–1959 wieś należała i była siedzibą władz gromady Kazimierzowo, po jej zniesieniu w gromadzie Jegłownik. W latach 1975–1998 miejscowość administracyjnie należała do województwa elbląskiego.